# John Jellicoe
John Rushworth Jellicoe (Southampton, 1859. december 5. – London, 1935. november 20.) brit tengernagy, az úgynevezett brit „Nagy flotta” parancsnoka 1917-ig. A jütlandi csatában az angol főflotta parancsnoka.

## Származása és korai pályafutása
John Jellicoe 1859. december 5-én született Southamptonban. Apja a kereskedelmi flotta tisztjeként látott el szolgálatot. John kadétként került a haditengerészethez. Kortársaihoz képest viszonylag kevés expedíciós vállalkozásban vett részt, ezek között azonban kivétel volt a kínai bokszerlázadás, amely során a Victoria hadihajó parancsnoka volt.

### Az I. világháború
Már 1908-ban szóba került mint esetlegesen a Grand Fleet jövőbeli parancsnoka. 1914 augusztusa és 1916 májusa között be is töltötte ezt a posztot. Ő irányította a jütlandi (skagerraki) tengeri csatában a brit flottát is.

#### A Jütlandi csata
Az angolok az oroszok segítségével megfejtették a németek rejtjelkulcsait, és így értesültek Reinhard Scheer német admirális támadó tervéről. Így viszont a német támadó erő indulásakor, a brit flotta már a tengeren várakozott. A két hajóhad előőrsei kb. 15 órakor találkoztak, de Beatty tengernagy vezette előőrs súlyos veszteségeket szenvedett a németek előőrsétől, és félő volt, hogy ha Jellicoe-nek nem sikerült volna odaérnie, az egész előőrs megsemmisült volna. Ekkor viszont odaért a Scheer admirális vezette fő német erő is, és heves harc vette kezdetét. A németek több támadást is indítottak, de a britek mindet visszaverték.

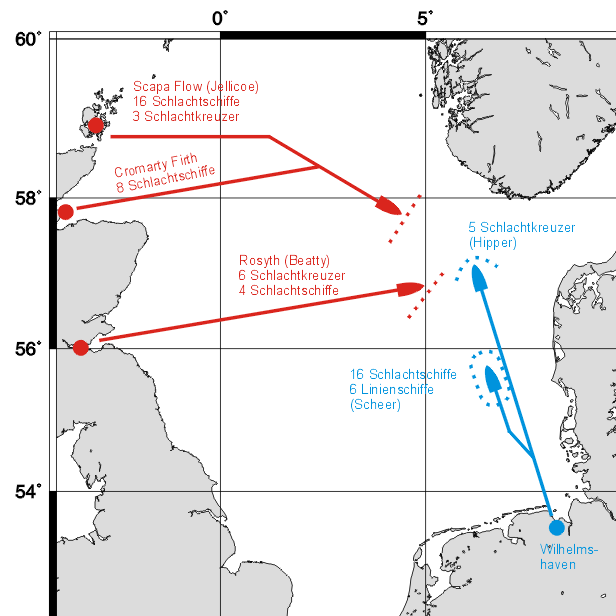
A szemben álló hajóhadak

Az angolok megpróbáltak a part és a német hajóhad közé ékelődni, de ez nem sikerült. Ekkor már besötétedett: Scheer elvonult északra, a britek viszont továbbhaladtak délnek. Scheer ezután vakmerően megfordult, és még egyszer megtámadta a brit flottát, most viszont sikeresen, és áttörte a brit csatárláncot. Ezután a németek kilőtték torpedóikat, és megpróbálták a német partok közelében lefektetett aknákra csalni az angolokat, de ez nem sikerült. Az angolok nem követték őket, így a csata véget ért. A csatát egyik szempontból a németek nyerték meg, mert kevesebb hajót és embert veszítettek (az angolok három csatacirkálót, a németek csak egyet), másfelől viszont nem sikerült áttörni az angol blokádot, és nem sikerült a németeknek az angolokkal végső döntő csatát kezdeményezniük. A tengeri fölény az angoloké maradt.

#### A háború további szakaszában
1916–17-ben az admiralitás First Sea Lordja, de mivel hatástalanul próbálta meg elhárítani a német tengeralattjáró-veszélyt, és nem támogatta a Lloyd George által preferált konvojrendszert, a miniszterelnök menesztette.

## A háború után
1918-ban főnemesi rangra emelték, 1920-tól 1924-ig Új-Zéland kormányzói tisztségét látta el.

## Halála
1935. november 20-án halt meg, Londonban.

## Emlékezete
- A londoni Trafalgar téren mellszobrot állítottak neki.